# Koczetok
Koczetok (ukr. Кочеток) – osiedle typu miejskiego położone na wschodzie Ukrainy, w obwodzie charkowskim. Przez miejscowość przepływa rzeka Doniec.

## Historia

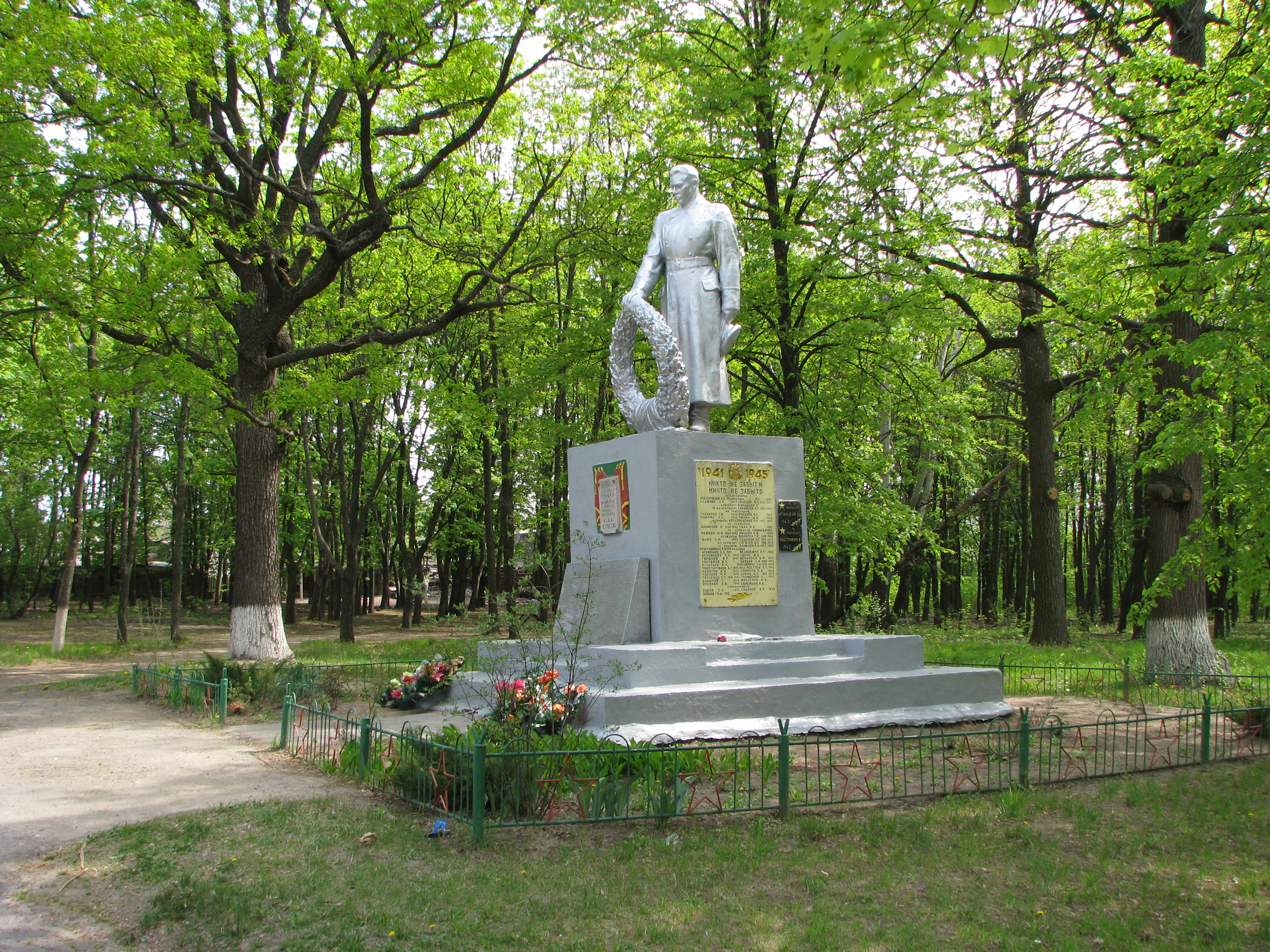
Pomnik Armii Czerwonej

W pobliżu Koczetoka odkryto szczątki osady z epoki neolitycznej (IV tysiąclecie p.n.e) oraz z epoki brązu. Wieś została założona w 1641 roku. W styczniu 1918 roku w miejscowości została ustanowiona władza radziecka. Od 1923 roku jest częścią rejonu czuhujiwskiego w obwodzie charkowskim. W 1929 r. powstał kołchoz „Nowe życie". W 1938 roku wieś uzyskała status osiedla typu miejskiego. 282 mieszkańców Koczetoka uczestniczyło w wielkiej wojnie ojczyźnianej, wielu z nich walczyło w oddziałach partyzanckich. 85 osób nie wróciło z wojny.